# Vanzijlia annulata
Vanzijlia annulata är en isörtsväxtart som först beskrevs av Ernst Friedrich Berger, och fick sitt nu gällande namn av L. Bol. Vanzijlia annulata ingår i släktet Vanzijlia och familjen isörtsväxter. Inga underarter finns listade i Catalogue of Life.